# Pedro Gual (municipalité)
Pour les articles homonymes, voir Gual.
Pedro Gual est l'une des vingt-et-une municipalités de l'État de Miranda au Venezuela. Son chef-lieu est Cúpira. En 2011, la population s'élève à 21 831 habitants.

## Étymologie
La municipalité est nommée en l'honneur du diplomate et journaliste vénézuélien, 11e président du Venezuela, Pedro Gual (1783-1862).

## Géographie

### Subdivisions
La municipalité est divisée en deux paroisses civiles avec, chacune à sa tête, une capitale (entre parenthèses) :
- Cúpira (Cúpira) ;
- Machurucuto (Machurucuto).